# Кеплерова задача
О задаче плотнейшей упаковке шаров см. Гипотеза Кеплера.
В классической механике, задача Кеплера — частный случай задачи о движении в центральном поле, в которой тело взаимодействует с внешним полем посредством центральной силы {\displaystyle \mathbf {F} }, изменяющейся по величине обратно пропорционально квадрату расстояния {\displaystyle r} между телом и неким центром О. Сила может быть как притягивающей, так и отталкивающей. Задача состоит в нахождении зависимости координат или скоростей тел от времени при заданных массах и начальных значениях скоростей и координат. Решение можно выразить через кеплеровы орбиты, используя шесть элементов орбит.
Задача названа в честь Иоганна Кеплера, который предложил законы Кеплера движения планет (являющиеся частью классической механики и позволяющие решить задачу Кеплера для орбит планет) и исследовал типы сил, которые должны приводить к существованию орбит, удовлетворяющих законам Кеплера (так называемая обратная задача Кеплера).

## Приложения
Задача Кеплера возникает во многих физических ситуациях и была частично изучена ещё самим Кеплером. Задача Кеплера важна для небесной механики, теории тяготения Ньютона, базирующейся на законе обратных квадратов. Примеры включают движение спутников вокруг планет, движение планет вокруг их солнц, движение двойных звёзд вокруг друг друга. Задача Кеплера также важна для случая движения двух заряженных частиц, между которыми действуют силы Кулона, также подчиняющиеся закону обратных квадратов. В качестве примера можно привести атом водорода, позитроний и мюоний, — эти случаи играют важную роль в моделировании систем для проверки физических теорий и измерения физических констант.
Задача Кеплера и задача простого гармонического осциллятора являются двумя наиболее фундаментальными задачами классической механики. Это единственные два случая, траектория объекта в которых является замкнутой, то есть объект возвращается в ту же начальную точку с той же самой скоростью (см. Задача Бертрана). Часто задача Кеплера используется для развития новых методов классической механики, таких как лагранжева механика, гамильтонова механика, уравнение Гамильтона — Якоби, переменные действие — угол. Задача Кеплера сохраняет вектор Лапласа — Рунге — Ленца, который был обобщён для других взаимодействий. Решение кеплеровой задачи позволяет показать, что движение планет может быть исчерпывающим образом описано законами классической механики и  классической теорией тяготения Ньютона; научное объяснение движения планет сыграло важную роль в распространении просвещения.

## Математическая постановка
Имеется центральная сила {\displaystyle \mathbf {F} }, действующая на два тела, которая изменяется по величине по закону обратных квадратов в зависимости от расстояния {\displaystyle r} между телами:
{\displaystyle \mathbf {F} =-{\frac {\alpha }{r^{2}}}\,\mathbf {e} _{r}},
где {\displaystyle \alpha } — постоянная (для сил гравитационного притяжения {\displaystyle \alpha =Gm_{1}m_{2}}, для кулоновских {\displaystyle \alpha =-kq_{1}q_{2}}) и {\displaystyle \mathbf {e} _{r}} представляет собой единичный вектор, направленный по радиус-вектору {\displaystyle \mathbf {r} } из центра поля.
Сила может быть как притягивающей ({\displaystyle \alpha >0}), так и отталкивающей ({\displaystyle \alpha <0}). {\displaystyle m_{1}}, {\displaystyle m_{2}} и {\displaystyle q_{1}}, {\displaystyle q_{2}} — массы и заряды взаимодействующих тел, {\displaystyle G} — гравитационная постоянная, {\displaystyle k} — фактор в законе Кулона.
Соответствующая потенциальная энергия поля ({\displaystyle \mathbf {F} =-\nabla U}) записывается:
{\displaystyle U(r)=-{\frac {\alpha }{r}}}.
Требуется определить характер и параметры движения. Часто предполагается, что одно из тел имеет значительно меньшую массу, чем другое ({\displaystyle m_{2}=m\ll M=m_{1}}) — и более массивное тело считается неподвижным. Тогда, по существу, рассматривается движение более лёгкого тела в центральном поле более тяжёлого.

## Решение задачи Кеплера
Рассмотрим движение частицы массой {\displaystyle m} в центрально-симметричном поле притяжения вида
{\displaystyle U(r)=-{\frac {\alpha }{r}}},
где {\displaystyle \alpha } — положительная константа, {\displaystyle r} —  расстояние частицы от силового центра.
Известно, что момент импульса частицы относительно центра сохраняется. Учитывая отсутствие диссипативных сил и стационарность потенциальной энергии (независимость от времени), получаем интегралы движения:
{\displaystyle m[\mathbf {r} \mathbf {v} ]=\mathbf {L} }
{\displaystyle {\frac {m\mathbf {v} ^{2}}{2}}+U(r)=E},
где {\displaystyle \mathbf {v} } — скорость, {\displaystyle \mathbf {r} } — радиус-вектор частицы относительно центра поля, {\displaystyle \mathbf {L} } — момент импульса частицы, {\displaystyle E} — полная механическая энергия системы.
Запишем выражения для модуля момента импульса, учитывая, что вектор момента импульса перпендикулярен плоскости, в которой происходит движение:
{\displaystyle L=m|[\mathbf {r} (\mathbf {v} _{\varphi }+\mathbf {v} _{r})]|=m|[\mathbf {r} \mathbf {v} _{\varphi }]+[\mathbf {r} \mathbf {v} _{r}]|}.
Учитывая, что радиус-вектор {\displaystyle \mathbf {r} } и радиальная составляющая скорости {\displaystyle \mathbf {v} _{r}} коллинеарны, а между радиус-вектором и трансверсальной составляющей скорости {\displaystyle \mathbf {v} _{\varphi }} угол равен {\displaystyle 90^{\circ }}, получаем
{\displaystyle L=mr^{2}{\dot {\varphi }}}.
Выразим угловую скорость частицы {\displaystyle {\dot {\varphi }}} и подставим в выражение для полной механической энергии системы:
{\displaystyle E={\frac {m}{2}}({\dot {r}}^{2}+r^{2}{\dot {\varphi }}^{2})+U(r)={\frac {m{\dot {r}}^{2}}{2}}+{\frac {L^{2}}{2mr^{2}}}+U(r)}.
Введём обозначение «эффективной» потенциальной энергии
{\displaystyle U^{*}=U(r)+{\frac {L^{2}}{2mr^{2}}}}
и выразим радиальную скорость:
{\displaystyle {\dot {r}}={\sqrt {{\frac {2}{m}}(E-U^{*})}}},
На рисунке показан профиль эффективного потенциала. В точках наименьшего и наибольшего удаления от силового центра имеет место {\displaystyle {\dot {r}}=0} и, соответственно, {\displaystyle E=U^{*}}.
Получаем возможность связать диапазон изменения длины радиус-вектора траектории тела с запасённой им энергией. Так при минимальной энергии {\displaystyle E=E_{3}} тело движется по круговой орбите с радиусом {\displaystyle r_{0}}. Если энергия движения тела больше, скажем равна {\displaystyle E_{2}}, траектория тела будет эллиптической с малой полуосью {\displaystyle r_{a}} и большой {\displaystyle r_{b}}. Наконец, при энергии {\displaystyle E_{1}} тела разойдутся, сблизившись на минимальное расстояние {\displaystyle r_{s}}.
Методом разделения переменных получаем выражение для дифференциала времени:
{\displaystyle dt={\frac {dr}{\sqrt {{\frac {2}{m}}(E-U^{*})}}}};
используя полученное ранее выражение для момента импульса получаем выражаем дифференциал угла {\displaystyle d\varphi } и подставляем полученный выше дифференциал времени {\displaystyle dt}: 
{\displaystyle \varphi =\int {\frac {{\frac {L}{mr^{2}}}dr}{\sqrt {{\frac {2}{m}}(E-U^{*})}}}+\mathrm {const} }.
Подставляя выражение для потенциальной энергии и интегрируя, получаем явную зависимость {\displaystyle \varphi (r)}:
{\displaystyle \varphi =\arccos {\frac {1}{\varepsilon }}\left({\frac {p}{r}}-1\right)},
где {\displaystyle p={\frac {L^{2}}{m\alpha }}} и {\displaystyle \varepsilon ={\sqrt {1+{\frac {2EL^{2}}{m{\alpha ^{2}}}}}}},
перепишем полученную формулу для траектории:
{\displaystyle {\frac {p}{r}}=1+\varepsilon \cos \varphi };
в итоге мы пришли к уравнению  конического сечения, где {\displaystyle p}  — параметр, а {\displaystyle \varepsilon }  — эксцентриситет  орбиты.
Из полученных результатов можно сделать следующий вывод: при {\displaystyle E<0} эксцентриситет {\displaystyle \varepsilon <1}, то есть траектория частицы представляет собой эллипс, при {\displaystyle E=0} эксцентриситет {\displaystyle \varepsilon =1} траектория — парабола, при {\displaystyle E>0} эксцентриситет {\displaystyle \varepsilon >1} траектория —  гипербола.